# Perbais
Perbais est un village de la commune belge de Walhain situé en Région wallonne dans la province du Brabant wallon.
Avant la fusion des communes de 1977, Perbais faisait partie de la commune de Walhain-Saint-Paul.

## Situation
Ce village assez concentré se situe à l'ouest de la route nationale 4. Il forme une agglomération commune avec celle voisine de Chastre. Walhain se trouve à environ 3 kilomètres à l'est.

## Activités
Perbais compte une école communale construite entre 1889 et 1890 en style éclectique d'après les plans de l'architecte Van Halen.